# Un crisantemo estalla en cinco esquinas
Un crisantemo estalla en cinco esquinas es una película argentina que se estrenó el 7 de mayo de 1998, escrita y dirigida por Daniel Burman.

## Reparto
- José Luis Alfonzo: Erasmo
- Pastora Vega: La Gallega
- Martín Kalwill: Saúl
- Valentina Bassi: Magdalena
- Millie Stegman: La Boletera
- Walter Reyno: El Zancudo
- Roly Serrano: Cachao
- Ricardo Merkin: Médico
- Aldo Romero: Lucio
- María Luisa Argüello: Elsa
- Sandra Ceballos: Madre
- Guadalupe Farías Gómez: Albina
- Antonio Tarragó Ros: Chamamecero
- Mosquito Sancinetto

## Premios y nominaciones
- 1998, Federación Internacional de la Prensa Cinematográfica, mejor director latinoamericano Daniel Burman .

## Enlaces
- Un crisantemo estalla en cinco esquinas en Internet Movie Database (en inglés).
- Un crisantemo estalla en cinco esquinas en Cine Nacional

- Datos: Q4655928